# Элагабал (бог)
Элагабал также Аелагабал, Гелиогабал — в западносемитской и римской мифологии бог солнца и плодородия.
В Римской империи в период правления императора Гелиогабала, бывшего жрецом этого бога, почитался как верховное божество римского пантеона. Хотя существовало множество вариантов имени, бог постоянно упоминался как Элагабал на римских монетах и надписях с 218 г. н. э., во время правления императора Гелиогабала.

## Культ

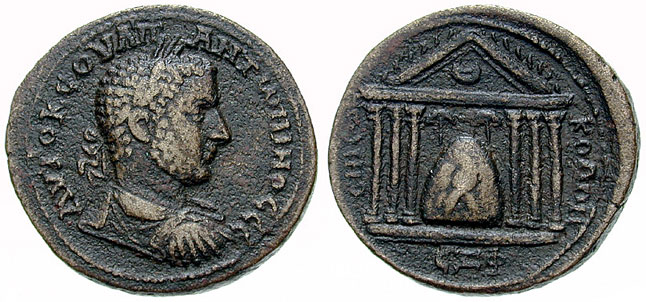
Храм в Эмесе, содержащий священный камень, на реверсе бронзовой монеты римского узурпатора Урания

Элагабал первоначально почитался в Эмесе в Сирии, где его жрецами были представители арабской династии Сампсикерамидов. Имя Элагабал является латинизированной формой арабского «Илах аль-Габаль» («إله الجبل»), эмесского проявления божества, что по-арабски означает «Бог Горы». Элагабал был религиозным «владыкой», или баалом, Эмесы. Божество успешно сохранило арабские черты, как в своих именах, так и в своих представлениях.
Во втором веке культ божества распространился в другие части Римской империи, где он стал почитаться как Элагабалос (Ἐλαγάβαλος Elagábalos) у греков и Элагабалус у римлян. Например, посвящение богу было найдено вплоть до Вурдена, на территории современных Нидерландов.

## В Риме
Культовый камень или байтил был привезен в Рим императором Гелиогабалом, который до своего воцарения был наследственным первосвященником в Эмесе и в честь божества назывался Элагабалом. Сирийское божество было ассимилировано с римским богом солнца, известным как Сол, а позднее Сол Инвиктус («Непобедимое Солнце»).
На восточном склоне Палатинского холма был построен храм Элагабалий, в котором хранился священный камень храма Эмеса — черный конический метеорит:
Геродиан также рассказал, что император Гелиогабал заставлял сенаторов смотреть, как он танцует вокруг алтаря своего божества под звуки барабанов и кимвалов, а во время каждого летнего солнцестояния устраивал большой праздник, популярный среди населения благодаря раздаче еды, во время которого он помещал священный камень на колесницу, украшенную золотом и драгоценными камнями, которая шествовала по городу.
Описание Геродиана наводит на мысль, что культ Эмесены был вдохновлён вавилонским праздником Акиту.
Согласно Диону Кассию, император также пытался объединить римскую и сирийскую религии под главенством своего божества, которое он ставил даже выше Юпитера, и которому он назначил в жены либо Астарту, либо Минерву, либо Уранию, либо какое-то сочетание этих трёх богинь. Самые священные реликвии римской религии были перенесены из их соответствующих святилищ в Элагабалий. В храме были собраны самые священные для римлян предметы: Кибела, огонь Весты, анкил, анцилии (щиты Салиев) и палладиум. Таким образом ни один другой бог не мог почитаться в отрыве от Элагабала. Он также заявил, что иудеи, самаритяне и христиане должны перенести свои обряды в его храм, чтобы он «мог включать в себя тайны всех форм поклонения».
Согласно Геродиану, после убийства императора в 222 году его религиозные указы были отменены, и культ Элагабала вернулся в Эмесу.

## В популярной культуре
Культ Сол Инвиктус при императоре Элагабале — одна из основных сюжетных линий романа «Непобедимое Солнце» Виктора Пелевина.